# Gyula Peidl
Gyula Peidl (Ravazd, 4 aprile 1873 – Budapest, 22 gennaio 1943) è stato un sindacalista e politico ungherese socialista che ricoprì le carica di primo ministro e presidente ad interim dell’Ungheria nel 1919.
Durante i pochi giorni del suo governo cerò di ostacolare le misure prese in precedenza dai comunisti chiudendo i tribunali rivoluzionari, dissolvendo le guardie rosse e restaurando la proprietà privata. Il 6 agosto 1919 il suo governo venne rovesciato da un colpo di Stato dell'estrema destra e Peidl andò in esilio in Austria. Nel 1921 tornò in patria dal 1922 al 1931 guiderà il partito socialdemocratico in parlamento.